# Yolanda Penteado
Yolanda de Ataliba Nogueira Penteado (Leme, 6 de enero de 1903 – Stanford, EE. UU. 14 de agosto de 1983) fue una conspicua miembro de una de las familias tradicionales de la aristocracia brasileña, hija de Juvenal Leite Penteado y de Guiomar de Ataliba Nogueira, descendiendo por su padre de Don João Correa Penteado y de Doña Izabel Paes de Barros. Nació en la riquísima "Hacienda Empyreo", dentro del Municipio de Leme, Estado de São Paulo, siendo una productora muy sensible a la dirección de la producción rural en el Brasil, y enamorada e incentivadora de las artes, una mujer pionera feminista, y una gran coleccionista. También acostumbraba frecuentar la famosa residencia del senador José de Freitas Valle, el señor de la Villa Kyrial, en el "Barrio de Vila Mariana", en São Paulo, uno de los Salones Culturales más importantes de la capital paulista, a inicios del siglo XX, siendo uno de los creadores, en 1922, de la Semana de Arte Moderno,  donde cobijó a grandes nombres del arte, como Lasar Segall, Victor Brecheret, Anita Malfatti, Oswald de Andrade, Mário de Andrade, Guilherme de Almeida, Sarah Bernhardt y tantos otros.
Era sobrina de Olívia Guedes Penteado, ("la baronesa del café" Y también una gran mecenas de São Paulo, en la década de 1920), teniendo una rápida afección con el aviador y patrono de la Aeronáutica Alberto Santos Dumont, a fines de su adolescencia, dentro de tantos admiradores, inclusive con el periodista Assis Chateaubriand que exagerando, cariñosamente la llamaba la "caipirinha de Leme", justamente a ella, una aristócrata refinada de aquellas.
Se casó con Jayme da Silva Telles, amigo de su familia, del que se divorció después de trece años, causando polémica en São Paulo, y, en 1943, se casó vía México (o "mexicou", o "por papeles", como se decía en la ocasión, pues no era una unión válida en el Brasil), con el ítalo-brasileño Francisco Matarazzo Sobrinho, conocido como Ciccillo, una persona muy rica e influente de la época. No tuvieron hijos, pues Yolanda tenía "útero infantil", y jamás podría haberse embarazado. Estaba extremamente ligada a sus sobrinos, especialmente con su sobrina Marilu Pujol Penteado Novaes (hija de Juvenal Penteado y de Odila Pujol Penteado), que se casó con Otávio Novaes, hijo del renombrado pianista Guiomar Novaes. Marilu falleció en un siniestro automovilístico a los 27 años, exactamente cuando se dirigía a la "Hacienda Empíreo".
Yolanda Penteado y Ciccillo Matarazzo organizaron la primera Bienal de São Paulo, el 8 de octubre de 1951 (73 años), con 1.800 obras de 21 países y, ya en la segunda Bienal, en diciembre de 1953, trajeron de Nueva York, donde estaba celosamente guardada esperando el fin de la dictadura de Francisco Franco para su retorno a España, la excepcional obra Guernica, de Pablo Picasso, como presente a la ciudad de São Paulo, en los 400 años, conmemorados el 25 de enero de 1954. Tuvo un importante papel en el establecimiento del Museo de Arte Moderna de São Paulo y de las Bienales, inclusive donando su colección particular y además generosos recursos al Museo de Arte Contemporáneo de la USP, y colaboró con Assis Chateaubriand en el Museo de Arte de São Paulo y en la implementación de los Museos Regionales (Olinda, Campina Grande, y Feira de Santana).  Y fueron muchos los artistas, del Brasil y extranjeros, que se tornaron en sus amigos. Registró en el libro de su autoría, "Tudo em Cor de Rosa", algunas de las personalidades con quienes se trataba
No han sido pocas las profundas marcas dejadas por Yolanda Penteado, así como abundan los episodios con personalidades y también de su propia vida personal, tal como la separación de Ciccillo, o la venta de Empyreo, al senador Pedro Piva y la tristeza de la zona que quedó de ella, cortada por la carretera.
Su cuerpo fue cremado y, atendiendo su expreso pedido, el 18 de agosto de 1983 sus cenizas fueron esparcidas en la "Hacienda Empíreo", en Leme, Estado de São Paulo.

## Representaciones en la cultura
- En 2004, retratada en la miniserie de la Red Globo Um Só Coração, por la actriz Ana Paula Arósio